# Ceaulmont
Ceaulmont – miejscowość i gmina we Francji, w Regionie Centralnym, w departamencie Indre.
Według danych na rok 1990 gminę zamieszkiwało 621 osób, a gęstość zaludnienia wynosiła 36 osób/km² (wśród 1842 gmin Regionu Centralnego Ceaulmont plasuje się na 592. miejscu pod względem liczby ludności, natomiast pod względem powierzchni na miejscu 779.).